# Euchalcia fuscolivacea
Euchalcia fuscolivacea là một loài bướm đêm trong họ Noctuidae.